# Storia della Bulgaria ottomana

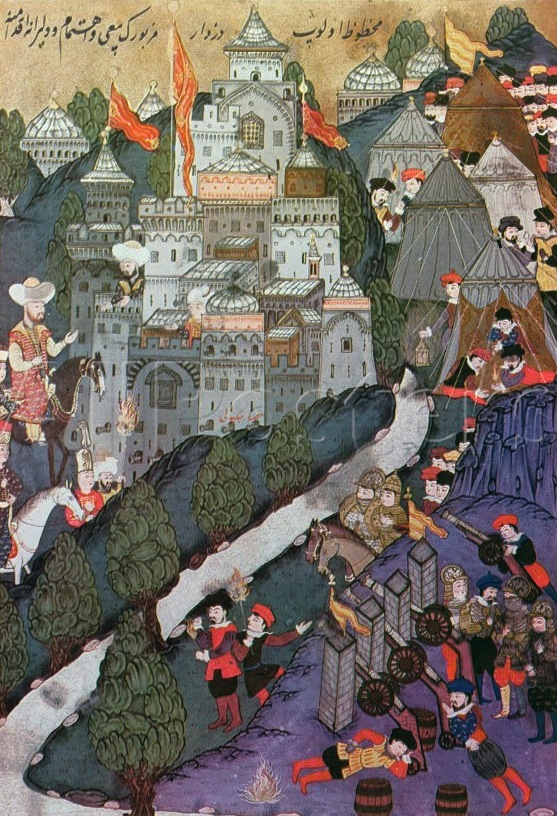
La Battaglia di Nicopoli nel 1396, fu uno dei momenti chiave della conquista ottomana della Bulgaria.

La storia della Bulgaria ottomana riguarda il periodo dopo la caduta delle terre bulgare sotto il dominio ottomano alla fine del XIV secolo, in cui lo stato bulgaro cessò di esistere come un'entità indipendente e rimase parte dell'impero ottomano per quasi cinque secoli fino al 1878. Questo periodo viene considerato un tempo di declino nazionale e culturale, in contrasto con l'epoca di splendore dei due imperi bulgari, dovuto soprattutto alla dura dominazione ottomana.

## Organizzazione della Bulgaria ottomana
Gli ottomani riorganizzarono i territori bulgari come il beylik di Rumili, governato da un beylerbey a Sofia. Questo territorio, che includeva la Mesia, la Tracia e la Macedonia, venne diviso in vari sancaklar (sangiaccati), ognuno governato da un sanjak-bey, che sottostava al beylerbey. Parti significanti delle terre conquistate vennero dati in concessione ai seguaci del sultano, che li ricevevano come possedimento feudale (i feudi piccoli erano timar, quelli medi ziyamet e quelli grandi hase) direttamente da lui. Questo tipo di terre non poteva essere venduta né ereditata, ma doveva essere restituita al sultano quando il feudatario moriva. Il resto della terra venne organizzato come possedimenti privati del sultano o della nobiltà ottomana, chiamata "mülk", e anche come base economica per le fondazioni religiose, chiamate vakιf. I bulgari dovevano pagare regolarmente molte tasse come una decima ("yuşur"), una tassa procapite ("cizye"), una tassa sulla terra ("ispençe"), un'imposta sul commercio e altri gruppi di tasse irregolarmente raccolte, prodotti e corvée ("avariz").

## Condizione della popolazione bulgara

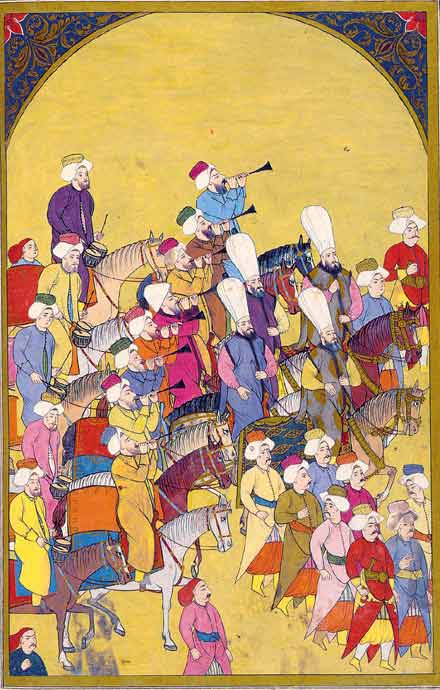
La pratica del devşirme, in bulgaro krăven danăk (кръвен данък), forniva le truppe che costuivano i giannizzeri. In questa miniatura i giannizzeri marciano al suono dei Mehterhâne.

Nell'impero ottomano, i cristiani (conosciuti come “gyaur”, cioè non credenti) avevano uno status giudiziario, legale e tributario diverso da quello dei musulmani.
Gli ottomani non pretendevano necessariamente che i cristiani si convertissero all'islam, anche se ci furono molti casi di conversioni forzate individuali o di massa, specialmente nei monti Rodopi. I non musulmani non potevano servire nell'esercito del sultano. Le eccezioni a ciò erano alcuni gruppi della popolazione con uno status specifico, di solito sfruttati come truppe ausiliare o come retrovie, e la famosa tassa di sangue (conosciuta in bulgaro come кръвен данък, krăven danăk, in turco come devşirme), con la quale ogni cinque ragazzi uno veniva prelevato per essere istruito come guerriero dell'impero. Questi ragazzi affrontavano un duro allenamento militare e religioso che li trasformava in un corpo d'élite obbediente al sultano. Questi corpi venivano chiamati giannizzeri (yeni çeri o "forza nuova") ed erano un'unità d'élite leale dell'esercito ottomano.
Dopo la conquista ottomana tutti i più grandi centri della cultura bulgara vennero distrutti, la maggior parte delle opere venne persa ed il clero che deteneva la conservazione della cultura fuggì in altri paesi slavi. La cultura bulgara entrò in un lungo periodo di quiescenza, nel quale venne isolato da molti dei processi culturali che avvenivano nel resto d'Europa.

## La chiesa ortodossa bulgara
Il sultano riteneva il patriarca ecumenico del patriarcato di Costantinopoli il capo della popolazione cristiana del suo impero. Il patriarcato bulgaro indipendente venne soppresso e venne consegnato il controllo della Chiesa bulgara a Costantinopoli. L'arcivescovato di Ocrida venne abolito nel 1767. Ciò rimase una fonte di malcontento durante tutto il periodo ottomano. Dato che pochi, al di fuori dell'ambiente clericale non erano analfabeti, la dominazione del clero greco portò al declino della cultura letteraria bulgara. Non esistette una scuola in lingua puramente bulgara nel paese fino al 1835.

## Prime rivolte e le grandi potenze

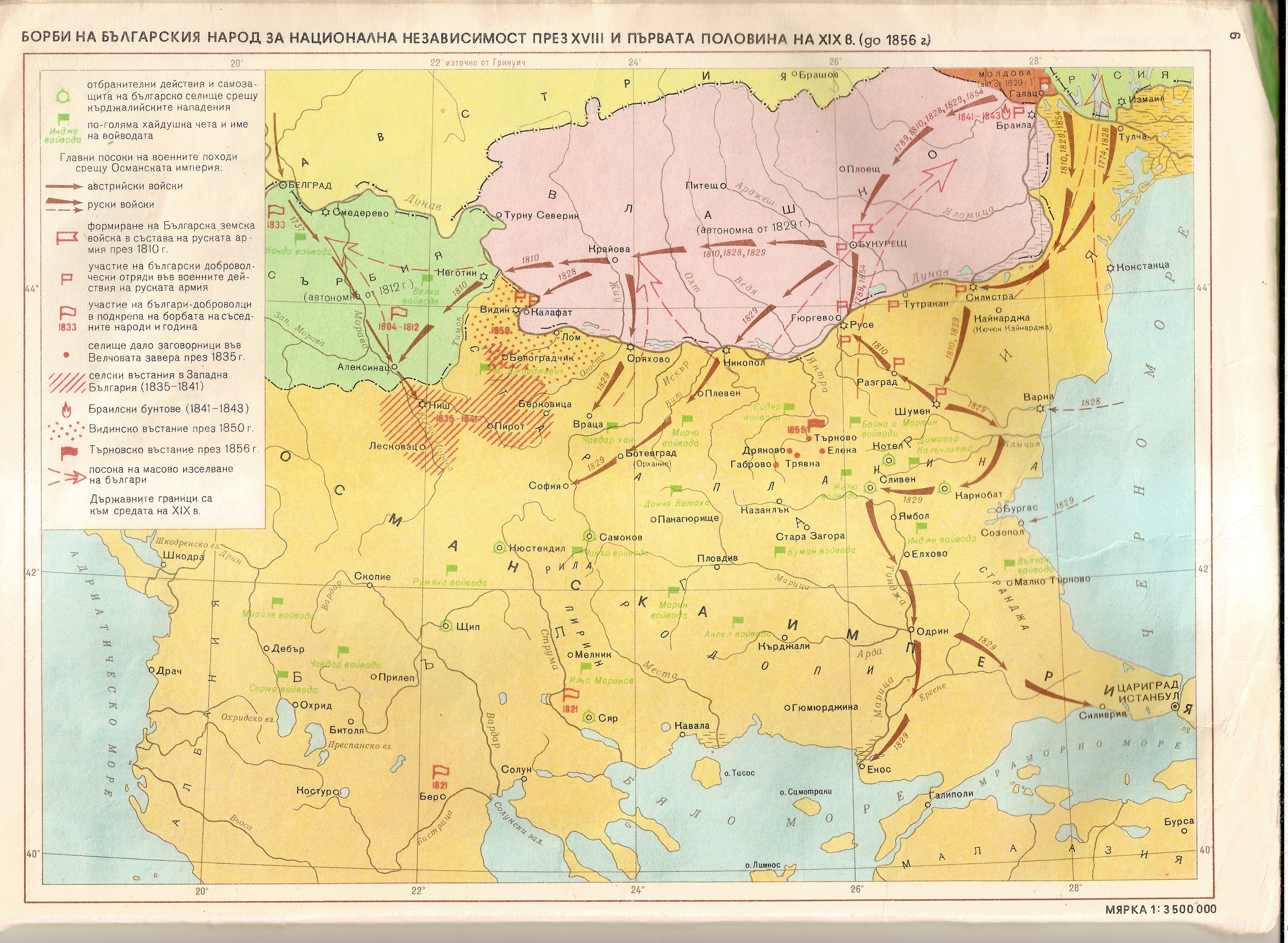
Mappa delle principali rivolte del popolo bulgaro nel XVIII e nella prima metà del XIX secolo (fino al 1856).

Mentre gli ottomani erano in forte ascesa, c'era un'aperta opposizione al loro governo. La prima rivolta cominciò nel 1408 quando due nobili bulgari, Konstantin e Fružin, liberarono alcune regioni per parecchi anni. Ci furono rivolte nel 1598 (Prima rivolta di Tărnovo) e nel 1686 (Seconda rivolta di Tărnovo) intorno all'antica capitale Tărnovo seguita dalla rivolta di Čiprovci nel 1688 e l'insurrezione in Macedonia guidata da Karpoš nel 1689, entrambe sobillate dagli austriaci nel quadro della loro lunga guerra contro gli ottomani. Tutte le rivolte non ebbero successo e finirono nel sangue. La maggior parte ebbero come risultato delle massicce ondate di esiliati, centinaia se non migliaia. Nel 1739 il trattato di Belgrado tra l'impero austriaco e l'impero ottomano precluse gli interessi austriaci nei balcani per un secolo. Ma nel XVIII secolo il potere crescente dell'impero russo cominciò a farsi sentire nell'area. I russi, come ortodossi, potevano fare appello ai bulgari in un modo in cui gli austriaci non riuscivano. Il trattato di Küçük Kaynarca del 1774 diede alla Russia il diritto di interferire negli affari interni ottomani per proteggere i cristiani all'interno dell'impero.

## La lotta per l'indipendenza
Seguendo l'ascesa del nazionalismo bulgaro e la rinascita culturale del XVIII e del XIX secolo come parte di una tendenza regionale, venne ristabilita una chiesa bulgara autonoma 1870, l'esarcato bulgaro, che era il risultato di una lotta decennale con le autorità greche e ottomane e aprì la strada verso l'indipendenza bulgara.
La resistenza armata contro il governo ottomano aumentò considerevolmente nell'ultimo trentennio del XIX secolo e raggiunse il suo apice con la massiccia rivolta d'aprile del 1876 che interessò buona parte dei territori etnicamente bulgari dell'impero e venne soppressa dalle truppe ottomane, uccidendo molte persone. La rivolta fu la scintilla per lo scoppio della guerra russo-turca del 1877 che terminò con la creazione di uno stato bulgaro autonomo nel 1878, anche se molto più piccolo di quello che i bulgari avevano sperato e di quello progettato nel primo trattato di Santo Stefano del 1878. Divenne indipendente solo nel 1908.

## Fonti
- (TR)  DEVŞİRME USULÜ - ACEMİ OĞLANLAR OCAĞI MÜESSESESİ Archiviato il 3 marzo 2016 in Internet Archive. - articolo sul devşirme
- (EN) "Dervisirme" nell'"Encyclopaedia of the Orient", su i-cias.com. URL consultato il 27 ottobre 2007 (archiviato dall'url originale il 5 febbraio 2010).
- (DE) Sito sull'impero ottomano, versione originale tedesca, pagina sui giannizzeri, su ottomanempire.de. URL consultato il 27 ottobre 2007 (archiviato dall'url originale il 5 febbraio 2012).
- (DE)  Papoulia, B.D., Ursprung und Wesen der “knabenlese” im Osmanischen Reich. München, 1963

| Controllo di autorità | LCCN (EN) sh85017868 · J9U (EN, HE) 987007292402405171 |